# Jarmila Machačová
Jarmila Machačová (Havlíčkův Brod, 9 de enero de 1986) es una deportista checa que compite en ciclismo en las modalidades de pista, especialista en la prueba de puntuación, y ruta.
Ganó dos medallas en el Campeonato Mundial de Ciclismo en Pista, oro en 2013 y plata en 2011, y dos medallas de bronce en el Campeonato Europeo de Ciclismo en Pista, en los años 2011 y 2024. En los Juegos Europeos de Minsk 2019 obtuvo una medalla de bronce en la carrera por puntos.

## Medallero internacional
| Campeonato Mundial | Campeonato Mundial       | Campeonato Mundial | Campeonato Mundial |
| Año                | Lugar                    | Medalla            | Competición        |
| ------------------ | ------------------------ | ------------------ | ------------------ |
| 2011               | Apeldoorn (Países Bajos) | Medalla de plata   | Puntuación         |
| 2013               | Minsk (Bielorrusia)      | Medalla de oro     | Puntuación         |
| Juegos Europeos    |                          |                    |                    |
| Año                | Lugar                    | Medalla            | Competición        |
| 2019               | Minsk (Bielorrusia)      | Medalla de bronce  | Puntuación         |
| Campeonato Europeo |                          |                    |                    |
| Año                | Lugar                    | Medalla            | Competición        |
| 2011               | Apeldoorn (Países Bajos) | Medalla de bronce  | Puntuación         |
| 2024               | Apeldoorn (Países Bajos) | Medalla de bronce  | Puntuación         |

## Palmarés
2009
- 3.ª en el Campeonato de la República Checa Contrarreloj

2011
- 3.ª en el Campeonato de la República Checa Contrarreloj

2012
- Campeonato de la República Checa Contrarreloj

2015
- 2.ª en el Campeonato de la República Checa Contrarreloj

2016
- 2.ª en el Campeonato de la República Checa Contrarreloj

2017
- 2.ª en el Campeonato de la República Checa Contrarreloj
- 3.ª en el Campeonato de la República Checa en Ruta

2018
- 2.ª en el Campeonato de la República Checa Contrarreloj
- Campeonato de la República Checa en Ruta

2019
- 2.ª en el Campeonato de la República Checa Contrarreloj
- 3.ª en el Campeonato de la República Checa en Ruta

2020
- Campeonato de la República Checa en Ruta

2021
- 2.ª en el Campeonato de la República Checa Contrarreloj

2023
- Campeonato de la República Checa en Ruta